# Energie-Einkaufsgemeinschaft
Eine Energie-Einkaufsgemeinschaft ist eine Spezialform der Einkaufsgemeinschaft. Synonym werden auch die Begriffe Energiepool bzw. Strom- und Gaspool verwendet. Es handelt sich dabei um freiwillige Kooperationsformen zum Zwecke gemeinschaftlichen Energiebezugs. Prinzipiell können sich sämtliche Kundensegmente zusammenschließen – der Markt bietet unterschiedliche Angebote für Gewerbe- und Privatkunden.

## Vorteile und Strukturen
Primär verfolgt eine Energie-Einkaufsgemeinschaft das Ziel, durch Bündelung von Nachfrage bessere Bezugskonditionen für Strom oder Gas zu verhandeln. Die Mitglieder der Energie-Einkaufsgemeinschaft treten gemeinsam als ein Großabnehmer auf und erzielen so in der Regel weitaus günstigere Preise als bei individuellem Energiebezug.
Häufig werden Energie-Einkaufsgemeinschaften von externen Managementpartnern betreut. Es handelt sich dabei meist um Energiedienstleister oder Energiebroker, die nicht nur Verhandlungsgeschick, sondern auch Fachwissen über besonders geeignete Einkaufszeitpunkte und seriöse Energielieferanten einbringen. Die Managementpartner arbeiten überwiegend mit Festpreishonorar, für welches sie einmalig im Auftrag des Kunden tätig werden. Teilweise arbeiten die Energiedienstleister aber auch erfolgsabhängig, d. h., sie sind prozentual an der Einsparsumme beteiligt.
Für von Unternehmen gebildete Einkaufsgemeinschaften kommt die Fokussierung auf eigene Kernkompetenzen als weiterer Vorteil hinzu:  Durch Outsourcing der Energiebeschaffung werden Ressourcen frei, die für das Kerngeschäft eingesetzt werden können.
Energieversorger bieten großen Unternehmen sowie Unternehmen des produzierenden Gewerbes mit einem hohen Energieverbrauch zudem häufig Sondertarifverträge an. Diese speziellen Konditionen lassen sich durch Bündelung der Nachfrage für kleinere Unternehmen ebenfalls erreichen. Weitere Vorteile ergeben sich, wenn sich Unternehmen mit komplementären Verbrauchsstrukturen zusammenschließen.

## Beispiele
Da Energie-Einkaufsgemeinschaften vor allem von Berufs- und Branchenverbänden angeboten werden, besteht das Gros der Nutzer aus kleinen und mittleren Unternehmen aus Handel und Handwerk, also Gewerbetarifkunden. Beispiele hierfür sind die Energie-Einkaufsgemeinschaft des Baden-Württembergischen Handwerkstages mit über 7.000 Mitgliedern sowie die 2009 von der BITKOM gegründete Energie-Einkaufsgemeinschaft der Hightech-Branche. Aber auch für Privatkunden gibt es Angebote zur Nachfragebündelung: So rief beispielsweise die Zeitung Die Welt ihre Leser im Oktober 2010 zur Bildung einer Energie-Einkaufsgemeinschaft auf.